# Giuseppe Garlato

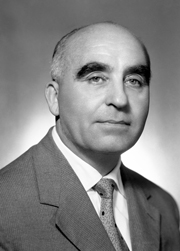
Giuseppe Garlato

Giuseppe Garlato (22 de dezembro de 1896 – 5 de setembro de 1988) é um engenheiro e político italiano que serviu como prefeito de Pordenone (1946–1956), membro da Assembleia Constituinte (1946–1948), deputado (1948–1958), senador (1958 –1968) e subsecretário de estado (1959–1962).